# Lutjanus biguttatus
Espèce
Lutjanus biguttatus (Vivaneau à bande blanche) est un poisson de mer que l'on rencontre à la frontière des eaux des océans Indien et Pacifique entre le Sud-Est asiatique et l'Australie.

## Description
Taille maximale 25 cm, corps allongé de couleur brune avec une bande blanche longitudinale s'étendant du museau jusqu'à la queue. Le ventre, tout en étant plus clair que le dos, tranche nettement avec cette bande longitudinale. Le dos est marqué de deux petites taches blanches ce qui lui vaut son nom commun anglais de Twospot Snapper. Les nageoires impaires sont jaune-vif.

## Habitat
Lutjanus biguttatus est un poisson de récif fréquentant les eaux peu profondes (entre -3 et −36 m).